# Eocorona iani
Eocorona iani is een uitgestorven vlinderachtig insect dat gevonden is in het Trias van Australië. Het is de enige soort in het geslacht Eocorona en de familie Eocoronidae. De wetenschappelijke naam van de soort is voor het eerst geldig gepubliceerd in 1981 door Tindale.
Tindale beschouwde het insect oorspronkelijk als een lid van de orde Lepidoptera. Verschillende auteurs hebben dat later in twijfel getrokken. In 2010 stelden Joël Minet en enkele andere auteurs dat het insect wél een lid was van de clade Amphiesmenoptera, die de vlinders en schietmotten (Trichoptera) omvat, maar geen lid van een van die beide orden.